# Begonia triginticollium
Espèce
Begonia triginticollium est une espèce de plantes de la famille des Begoniaceae.
Elle a été décrite en 2012 par Deden Girmansyah (2009).